# Vice-Chief of the Defence Staff (Vereinigtes Königreich)

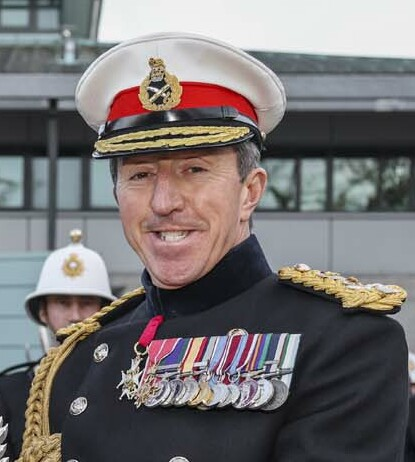
General Gwyn Jenkins von den Royal Marines ist seit August 2022 Vice-Chief of the Defence Staff.

Der britische Vice-Chief of the Defence Staff ist als Vize-Chef des Verteidigungsstabes Stellvertreter des Chief of the Defence Staff und damit der stellvertretende militärische Oberbefehlshaber der Streitkräfte des Vereinigten Königreichs und einer der höchsten militärischen Berater des Verteidigungsministers und der Regierung. Nachdem zum 1. Januar 1959 der Posten des Chief of the Defence Staff geschaffen wurde, wurde auch der Posten eines Stellvertreters eingeführt, der zunächst den Titel Deputy Chief of the Defence Staff trug. Seit 1964 lautet die Amtsbezeichnung Vice-Chief of the Defence Staff.

## Liste der Chiefs of the Defence Staff
| Dienstgrad         | Name                          | Teilstreitkraft | Beginn der Amtszeit | Ende der Amtszeit |
| ------------------ | ----------------------------- | --------------- | ------------------- | ----------------- |
| Lieutenant-General | Sir Roderick McLeod           | British Army    | Januar 1959         | Januar 1960       |
| Air Marshal        | Sir Alfred Earle              | Royal Air Force | Januar 1960         | Februar 1962      |
| Lieutenant-General | Sir Denis O’Connor            | British Army    | Februar 1962        | Februar 1964      |
| Air Chief Marshal  | Sir Alfred Earle              | Royal Air Force | Februar 1964        | Mai 1966          |
| Lieutenant-General | Sir George Cole               | British Army    | Mai 1966            | November 1967     |
| Vice-Admiral       | Sir Ian Hogg                  | Royal Navy      | November 1967       | März 1970         |
| Air Marshal        | Sir John Barraclough          | Royal Air Force | März 1970           | Februar 1972      |
| Lieutenant-General | Sir John Gibbon               | British Army    | Februar 1972        | Januar 1974       |
| Air Marshal        | Sir Peter Le Cheminant        | Royal Air Force | Januar 1974         | Januar 1976       |
| Vice-Admiral       | Sir Henry Leach               | Royal Navy      | Januar 1976         | März 1977         |
| Vice-Admiral       | Sir Anthony Morton            | Royal Navy      | März 1977           | April 1978        |
| General            | Sir Edwin Bramall             | British Army    | April 1978          | Mai 1979          |
| General            | Sir Patrick Howard-Dobson     | British Army    | Mai 1979            | Juni 1981         |
| Air Chief Marshal  | Sir David Evans               | Royal Air Force | Juni 1981           | Juni 1983         |
| Admiral            | Sir Peter Herbert             | Royal Navy      | Juni 1983           | Januar 1985       |
| Air Chief Marshal  | Sir Peter Robin Harding       | Royal Air Force | Januar 1985         | August 1985       |
| Air Chief Marshal  | Sir Patrick Hine              | Royal Air Force | August 1985         | Oktober 1987      |
| General            | Sir Richard Vincent           | British Army    | Oktober 1987        | März 1991         |
| Admiral            | Sir David Benjamin Bathurst   | Royal Navy      | März 1991           | Januar 1993       |
| Admiral            | Sir Jock Slater               | Royal Navy      | Januar 1993         | April 1995        |
| Air Chief Marshal  | Sir John Willis               | Royal Air Force | April 1995          | Oktober 1997      |
| Admiral            | Sir Peter Abbott              | Royal Navy      | Oktober 1997        | Mai 2001          |
| Air Chief Marshal  | Sir Anthony Bagnall           | Royal Air Force | Mai 2001            | Juli 2005         |
| General            | Sir Timothy Granville-Chapman | British Army    | Juli 2005           | Mai 2009          |
| General            | Sir Nicholas Houghton         | British Army    | Mai 2009            | Mai 2013          |
| Air Chief Marshal  | Sir Stuart Peach              | Royal Air Force | Mai 2013            | Mai 2016          |
| General            | Sir Gordon Messenger          | Royal Marines   | Mai 2016            | Mai 2019          |
| Admiral            | Sir Tim Fraser                | Royal Navy      | Mai 2019            | August 2022       |
| General            | Gwyn Jenkins                  | Royal Marines   | August 2022         | Juni 2024         |
| General            | Sharon Nesmith                | British Army    | Juni 2024           |                   |